# Sport-Club Freiburg 2001-2002
Questa voce raccoglie le informazioni riguardanti il Sport-Club Freiburg nelle competizioni ufficiali della stagione 2001-2002.

## Stagione
Nella stagione 2001-2002 il Friburgo, allenato da Volker Finke, concluse il campionato di Bundesliga al 16º posto e retrocesse in 2. Bundesliga. In Coppa di Germania il Friburgo fu eliminato al secondo turno dal Darmstadt. In Coppa di Lega il Friburgo fu eliminato ai preliminari dal Borussia Dortmund. In Coppa UEFA il Friburgo fu eliminato al terzo turno dal Feyenoord.

## Rosa
| N. |                     | Ruolo | Calciatore          |
| -- | ------------------- | ----- | ------------------- |
| 1  | Germania (bandiera) | P     | Richard Golz        |
| 2  | Germania (bandiera) | D     | Daniel Schumann     |
| 4  | Germania (bandiera) | C     | Andreas Zeyer       |
| 5  | Svizzera (bandiera) | D     | Oumar Kondé         |
| 7  | Georgia (bandiera)  | C     | Levan Tskitishvili  |
| 9  | Georgia (bandiera)  | A     | Aleksandre Iashvili |
| 10 | Georgia (bandiera)  | C     | Levan K'obiashvili  |
| 11 | Tunisia (bandiera)  | A     | Adel Sellimi        |
| 12 | Mali (bandiera)     | C     | Soumaila Coulibaly  |
| 13 | Germania (bandiera) | D     | Stefan Müller       |
| 14 | Francia (bandiera)  | A     | Abder Ramdane       |
| 15 | Germania (bandiera) | A     | Volker Hügel        |
| 16 | Germania (bandiera) | D     | Lars Hermel         |
| 17 | Mali (bandiera)     | D     | Boubacar Diarra     |
| 18 | Russia (bandiera)   | C     | Vladimir But        |
| 19 | Georgia (bandiera)  | C     | Zaza Zamtaradze     |

| N. |                     | Ruolo | Calciatore         |
| -- | ------------------- | ----- | ------------------ |
| 20 | Iran (bandiera)     | C     | Ferydoon Zandi     |
| 21 | Germania (bandiera) | P     | Manuel Schoppel    |
| 22 | Francia (bandiera)  | A     | Régis Dorn         |
| 23 | Germania (bandiera) | C     | Florian Bruns      |
| 24 | Germania (bandiera) | P     | Timo Reus          |
| 25 | Italia (bandiera)   | C     | Michele Borrozzino |
| 26 | Germania (bandiera) | C     | Jan Männer         |
| 27 | Germania (bandiera) | A     | Benjamin Schwehr   |
| 28 | Germania (bandiera) | C     | Fabian Gerber      |
| 29 | Germania (bandiera) | C     | Tobias Willi       |
| 33 | Ghana (bandiera)    | A     | Ibrahim Tanko      |
| 34 | Georgia (bandiera)  | C     | Giorgi Kiknadze    |
| 36 | Germania (bandiera) | P     | Julian Reinard     |
| 37 | Germania (bandiera) | D     | Andreas Kaufmann   |
| 38 | Germania (bandiera) | D     | Benjamin Kruse     |

## Organigramma societario
Area tecnica
- Allenatore: Volker Finke
- Allenatore in seconda: Karsten Neitzel, Achim Sarstedt
- Preparatore dei portieri:
- Preparatori atletici:

## Calciomercato

### Sessione estiva
| Acquisti | Acquisti          | Acquisti            | Acquisti |
| R.       | Nome              | da                  | Modalità |
| -------- | ----------------- | ------------------- | -------- |
| D        | Benjamin Kruse    | Amburgo             |          |
| A        | Mehdi Ben Slimane | Borussia M'gladbach |          |
| C        | Fabian Gerber     | St. Pauli           |          |
| C        | Jan Männer        | Friburgo (juniores) |          |
| A        | Benjamin Schwehr  | Friburgo (juniores) |          |
| C        | Zaza Zamtaradze   | Winterthur          |          |

| Cessioni | Cessioni        | Cessioni          | Cessioni |
| R.       | Nome            | da                | Modalità |
| -------- | --------------- | ----------------- | -------- |
| C        | Zoubaïer Baya   | Beşiktaş          |          |
| C        | Björn Dreyer    | Kickers Stoccarda |          |
| C        | Ralf Kohl       | Weinheim          |          |
| C        | Marco Weißhaupt | Hansa Rostock     |          |

### Sessione invernale
| Acquisti | Acquisti | Acquisti | Acquisti |
| R.       | Nome     | da       | Modalità |
| -------- | -------- | -------- | -------- |

| Cessioni | Cessioni          | Cessioni          | Cessioni |
| R.       | Nome              | da                | Modalità |
| -------- | ----------------- | ----------------- | -------- |
| A        | Mehdi Ben Slimane | Club Africain     |          |
| C        | Sebastian Kehl    | Borussia Dortmund |          |

## Risultati

### Bundesliga

#### Girone di andata
| Arbitro: | Strampe |

|                                                 |           |  |
| K'obiashvili 50’ (rig.) Tanko 87’ Coulibaly 90’ | Marcatori |  |

| Arbitro: | Jansen |

|                        |           |  |
| Michalke 23’ Gomis 56’ | Marcatori |  |

| Arbitro: | Fandel |

|              |           |                                    |
| Iashvili 88’ | Marcatori | 11’ (rig.), 42’ Deisler 69’ Preetz |

| Arbitro: | Steinborn |

|              |           |             |
| Munteanu 67’ | Marcatori | 35’ Sellimi |

| Arbitro: | Krug |

|                   |           |              |
| Benken 56’ (aut.) | Marcatori | 81’ Di Salvo |

| Arbitro: | Weiner |

|           |           |  |
| Élber 89’ | Marcatori |  |

| Arbitro: | Gagelmann |

|                            |           |  |
| Hajto 55’ (aut.) Tanko 68’ | Marcatori |  |

| Arbitro: | Fleischer |

|                                           |           |             |
| Baştürk 10’ Ballack 23’, 42’ Neuville 60’ | Marcatori | 25’ Sellimi |

| Arbitro: | Fröhlich |

|                                      |           |                         |
| K'obiashvili 40’ (rig.) Iashvili 74’ | Marcatori | 14’ Marcão 81’ Konetzke |

| Arbitro: | Berg |

|  |           |                        |
|  | Marcatori | 44’ Coulibaly 90’ Kehl |

| Arbitro: | Merk |

|                               |           |                     |
| Münch 10’ (rig.) Witeczek 81’ | Marcatori | 3’ Kehl 65’ Sellimi |

| Arbitro: | Keßler |

|                                       |           |                |
| Iashvili 32’ Tskitishvili 61’ But 76’ | Marcatori | 43’ Kobylański |

| Arbitro: | Steinborn |

|                                  |           |  |
| Meißner 4’ Tiffert 75’ Seitz 90’ | Marcatori |  |

| Arbitro: | Jansen |

|           |           |                                      |
| Zeyer 28’ | Marcatori | 23’ Borimirov 40’ Häßler 67’ Schroth |

| Arbitro: | Stark |

|                          |           |  |
| Klose 31’, 52’ Ramzy 47’ | Marcatori |  |

| Friburgo in Brisgovia 9 dicembre 2001, ore 17:30 CET 16ª giornata | Friburgo | 0 – 0 referto | Colonia | Dreisamstadion (25 000 spett.)\| Arbitro: \| Wack \| |
| Arbitro:                                                          | Wack     |               |         |                                                      |

| Arbitro: | Merk |

|            |           |            |
| Präger 30’ | Marcatori | 69’ Müller |

#### Girone di ritorno
| Arbitro: | Sippel |

|                                           |           |                         |
| Bode 13’ Krstajić 51’ Skrypnyk 58’ (rig.) | Marcatori | 45’ Coulibaly 53’ Zeyer |

| Arbitro: | Kinhöfer |

|                        |           |  |
| Bruns 41’ Iashvili 49’ | Marcatori |  |

| Arbitro: | Kemmling |

|           |           |              |
| Alves 57’ | Marcatori | 37’ Iashvili |

| Friburgo in Brisgovia 5 febbraio 2002, ore 20:00 CET 21ª giornata | Friburgo | 0 – 0 referto | Wolfsburg | Dreisamstadion (24 000 spett.)\| Arbitro: \| Keßler \| |
| Arbitro:                                                          | Keßler   |               |           |                                                        |

| Arbitro: | Strampe |

|                                           |           |  |
| Di Salvo 10’, 61’ Lange 24’ Rydlewicz 71’ | Marcatori |  |

| Arbitro: | Merk |

|  |           |                        |
|  | Marcatori | 32’ Lizarazu 41’ Élber |

| Arbitro: | Aust |

|                                   |           |  |
| Böhme 15’ Asamoah 37’ Wilmots 39’ | Marcatori |  |

| Arbitro: | Steinborn |

|                     |           |                          |
| Sellimi 41’ But 53’ | Marcatori | 64’ Berbatov 76’ Ballack |

| Arbitro: | Merk |

|                 |           |  |
| Patschinski 57’ | Marcatori |  |

| Arbitro: | Fandel |

|                 |           |                                                    |
| K'obiashvili 9’ | Marcatori | 15’ Evanílson 64’ Dedê 66’ Amoroso 69’, 70’ Koller |

| Arbitro: | Fröhlich |

|  |           |              |
|  | Marcatori | 79’ van Lent |

| Arbitro: | Berg |

|                               |           |  |
| Miriuță 38’ (rig.) Helbig 69’ | Marcatori |  |

| Arbitro: | Fleischer |

|  |           |                         |
|  | Marcatori | 79’ Meira 87’ Handschuh |

| Arbitro: | Gagelmann |

|                                                    |           |                    |
| Šuker 24’ Riseth 29’ Max 45’, 89’ (rig.) Cerny 59’ | Marcatori | 32’ But 66’ Müller |

| Arbitro: | Wack |

|                                                |           |           |
| K'obiashvili 47’ (rig.) Sellimi 78’ Männer 81’ | Marcatori | 84’ Klose |

| Arbitro: | Krug |

|                         |           |  |
| Cullmann 26’ Scherz 86’ | Marcatori |  |

| Arbitro: | Fröhlich |

|                                          |           |                            |
| Fukal 28’ (aut.) Coulibaly 36’, 75’, 83’ | Marcatori | 26’ Cardoso 43’, 69’ Romeo |

### Coppa di Germania
| Arbitro: | Meyer |

|                       |           |                                             |
| Yakut 40’ Perktas 71’ | Marcatori | 28’ Tanko 57’ Iashvili 76’ Müller 78’ Bruns |

| Arbitro: | Sippel |

|                         |                      |                                           |
| Maier 32’, 96’ Hasa 79’ | Marcatori            | 23’ K'obiashvili 83’ Iashvili 116’ Gerber |
| Mihajlovic Maier Costa  | Tiri di rigore 3 – 1 | Hermel K'obiashvili But Gerber            |

### Coppa di Lega
| Arbitro: | Wagner |

|                               |                      |                                          |
| Kohler 61’                    | Marcatori            | 47’ Müller                               |
| Rosický Evanílson Dedê Koller | Tiri di rigore 3 – 1 | Tskitishvili Iashvili K'obiashvili Zeyer |

### Coppa UEFA
| Púchov 11 settembre 2001, ore 17:30 CEST Primo turno | Púchov     | 0 – 0 referto | Friburgo | Mestský štadión Púchov (5 476 spett.)\| Arbitro: \| Fröjdfeldt \| |
| Arbitro:                                             | Fröjdfeldt |               |          |                                                                   |

| Arbitro: | Klyuchnikov |

|                         |           |            |
| Coulibaly 21’ Tanko 88’ | Marcatori | 51’ Perniš |

| Arbitro: | Hriňák |

|  |           |             |
|  | Marcatori | 90’ Mokoena |

| Arbitro: | Beneš |

|              |           |                                               |
| Zellweger 8’ | Marcatori | 11’ Tskitishvili 37’ Sellimi 75’ But 82’ Kehl |

| Arbitro: | Dougal |

|         |           |  |
| Ono 82’ | Marcatori |  |

| Arbitro: | Trentalange |

|                                  |           |                                |
| Kehl 22’ K'obiashvili 47’ (rig.) | Marcatori | 57’ van Hooijdonk 86’ Leonardo |

## Statistiche

### Statistiche di squadra
| Competizione      | Punti | In casa | In casa | In casa | In casa | In casa | In casa | In trasferta | In trasferta | In trasferta | In trasferta | In trasferta | In trasferta | Totale | Totale | Totale | Totale | Totale | Totale | DR  |
| Competizione      | Punti | G       | V       | N       | P       | Gf      | Gs      | G            | V            | N            | P            | Gf           | Gs           | G      | V      | N      | P      | Gf     | Gs     | DR  |
| ----------------- | ----- | ------- | ------- | ------- | ------- | ------- | ------- | ------------ | ------------ | ------------ | ------------ | ------------ | ------------ | ------ | ------ | ------ | ------ | ------ | ------ | --- |
| Bundesliga        | 30    | 17      | 6       | 5       | 6       | 25      | 26      | 17           | 1            | 4            | 12           | 12           | 38           | 34     | 7      | 9      | 18     | 37     | 64     | -27 |
| Coppa di Germania | -     | 0       | 0       | 0       | 0       | 0       | 0       | 2            | 1            | 1            | 0            | 7            | 5            | 2      | 1      | 1      | 0      | 7      | 5      | +2  |
| Coppa di Lega     | -     | 0       | 0       | 0       | 0       | 0       | 0       | 1            | 0            | 1            | 0            | 1            | 1            | 1      | 0      | 1      | 0      | 1      | 1      | 0   |
| Coppa UEFA        | -     | 3       | 1       | 1       | 1       | 4       | 4       | 3            | 1            | 1            | 1            | 4            | 2            | 6      | 2      | 2      | 2      | 8      | 6      | +2  |
| Totale            | 30    | 20      | 7       | 6       | 7       | 29      | 30      | 23           | 3            | 7            | 13           | 24           | 46           | 43     | 10     | 13     | 20     | 53     | 76     | -23 |

### Andamento in campionato
| Giornata  | 1 | 2 | 3  | 4  | 5  | 6  | 7  | 8  | 9  | 10 | 11 | 12 | 13 | 14 | 15 | 16 | 17 | 18 | 19 | 20 | 21 | 22 | 23 | 24 | 25 | 26 | 27 | 28 | 29 | 30 | 31 | 32 | 33 | 34 |
| --------- | - | - | -- | -- | -- | -- | -- | -- | -- | -- | -- | -- | -- | -- | -- | -- | -- | -- | -- | -- | -- | -- | -- | -- | -- | -- | -- | -- | -- | -- | -- | -- | -- | -- |
| Luogo     | C | T | C  | T  | C  | T  | C  | T  | C  | T  | T  | C  | T  | C  | T  | C  | T  | T  | C  | T  | C  | T  | C  | T  | C  | T  | C  | C  | T  | C  | T  | C  | T  | C  |
| Risultato | V | P | P  | N  | N  | P  | V  | P  | N  | V  | N  | V  | P  | P  | P  | N  | N  | P  | V  | N  | N  | P  | P  | P  | N  | P  | P  | P  | P  | P  | P  | V  | P  | V  |
| Posizione | 2 | 6 | 12 | 10 | 11 | 13 | 10 | 12 | 14 | 11 | 10 | 9  | 9  | 10 | 12 | 11 | 12 | 13 | 11 | 12 | 12 | 13 | 14 | 15 | 16 | 16 | 16 | 16 | 16 | 16 | 16 | 16 | 16 | 16 |

Legenda:

Luogo: C = Casa; T = Trasferta. Risultato: V = Vittoria; N = Pareggio; P = Sconfitta.

### Statistiche dei giocatori
| Giocatore       | Bundesliga | Bundesliga | Bundesliga  | Bundesliga | Coppa di Germania | Coppa di Germania | Coppa di Germania | Coppa di Germania | Coppa di Lega | Coppa di Lega | Coppa di Lega | Coppa di Lega | Coppa UEFA | Coppa UEFA | Coppa UEFA  | Coppa UEFA | Totale   | Totale | Totale      | Totale     |
| Giocatore       | Presenze   | Reti       | Ammonizioni | Espulsioni | Presenze          | Reti              | Ammonizioni       | Espulsioni        | Presenze      | Reti          | Ammonizioni   | Espulsioni    | Presenze   | Reti       | Ammonizioni | Espulsioni | Presenze | Reti   | Ammonizioni | Espulsioni |
| --------------- | ---------- | ---------- | ----------- | ---------- | ----------------- | ----------------- | ----------------- | ----------------- | ------------- | ------------- | ------------- | ------------- | ---------- | ---------- | ----------- | ---------- | -------- | ------ | ----------- | ---------- |
| M. Borrozzino   | 0          | 0          | 0           | 0          | 0                 | 0                 | 0                 | 0                 | 0             | 0             | 0             | 0             | 0          | 0          | 0           | 0          | 0        | 0      | 0           | 0          |
| F. Bruns        | 19         | 1          | 1           | 0          | 1                 | 1                 | 0                 | 0                 | 0             | 0             | 0             | 0             | 1          | 0          | 0           | 0          | 21       | 2      | 1           | 0          |
| V. But          | 28         | 3          | 0           | 0          | 2                 | 0                 | 0                 | 0                 | 1             | 0             | 1             | 0             | 6          | 1          | 1           | 0          | 37       | 4      | 2           | 0          |
| S. Coulibaly    | 24         | 6          | 0           | 0          | 1                 | 0                 | 0                 | 0                 | 1             | 0             | 0             | 0             | 5          | 1          | 0           | 0          | 31       | 7      | 0           | 0          |
| B. Diarra       | 24         | 0          | 4           | 0          | 0                 | 0                 | 0                 | 0                 | 1             | 0             | 0             | 0             | 6          | 0          | 0           | 0          | 31       | 0      | 4           | 0          |
| R. Dorn         | 6          | 0          | 1           | 0          | 1                 | 0                 | 0                 | 0                 | 0             | 0             | 0             | 0             | 0          | 0          | 0           | 0          | 7        | 0      | 1           | 0          |
| F. Gerber       | 11         | 0          | 0           | 0          | 1                 | 1                 | 0                 | 0                 | 0             | 0             | 0             | 0             | 1          | 0          | 0           | 0          | 13       | 1      | 0           | 0          |
| R. Golz         | 24         | 0          | 0           | 0          | 1                 | 0                 | 0                 | 0                 | 1             | 0             | 0             | 0             | 6          | 0          | 0           | 0          | 32       | 0      | 0           | 0          |
| L. Hermel       | 20         | 0          | 3           | 0          | 2                 | 0                 | 0                 | 0                 | 0             | 0             | 0             | 0             | 3          | 0          | 0           | 0          | 25       | 0      | 3           | 0          |
| V. Hügel        | 0          | 0          | 0           | 0          | 0                 | 0                 | 0                 | 0                 | 0             | 0             | 0             | 0             | 0          | 0          | 0           | 0          | 0        | 0      | 0           | 0          |
| A. Iashvili     | 29         | 5          | 1           | 0          | 2                 | 2                 | 1                 | 0                 | 1             | 0             | 0             | 0             | 6          | 0          | 0           | 0          | 38       | 7      | 2           | 0          |
| A. Kaufmann     | 3          | 0          | 0           | 0          | 1                 | 0                 | 0                 | 0                 | 0             | 0             | 0             | 0             | 0          | 0          | 0           | 0          | 4        | 0      | 0           | 0          |
| S. Kehl         | 15         | 2          | 3           | 1          | 2                 | 0                 | 2                 | 0                 | 1             | 0             | 0             | 0             | 5          | 2          | 3           | 0          | 23       | 4      | 8           | 1          |
| G. Kiknadze     | 0          | 0          | 0           | 0          | 0                 | 0                 | 0                 | 0                 | 0             | 0             | 0             | 0             | 0          | 0          | 0           | 0          | 0        | 0      | 0           | 0          |
| L. K'obiashvili | 31         | 4          | 10          | 0          | 2                 | 1                 | 2                 | 0                 | 1             | 0             | 0             | 0             | 6          | 1          | 1           | 0          | 40       | 6      | 13          | 0          |
| O. Kondé        | 23         | 0          | 4           | 0          | 0                 | 0                 | 0                 | 0                 | 0             | 0             | 0             | 0             | 3          | 0          | 0           | 0          | 26       | 0      | 4           | 0          |
| B. Kruse        | 16         | 0          | 3           | 0          | 1                 | 0                 | 1                 | 0                 | 0             | 0             | 0             | 0             | 0          | 0          | 0           | 0          | 17       | 0      | 4           | 0          |
| J. Männer       | 8          | 1          | 2           | 0          | 0                 | 0                 | 0                 | 0                 | 0             | 0             | 0             | 0             | 0          | 0          | 0           | 0          | 8        | 1      | 2           | 0          |
| S. Müller       | 29         | 2          | 2           | 0          | 2                 | 1                 | 0                 | 0                 | 1             | 1             | 0             | 0             | 5          | 0          | 1           | 0          | 37       | 4      | 3           | 0          |
| A. Ramdane      | 23         | 0          | 5           | 1          | 0                 | 0                 | 0                 | 0                 | 1             | 0             | 0             | 0             | 4          | 0          | 2           | 0          | 28       | 0      | 7           | 1          |
| J. Reinard      | 0          | 0          | 0           | 0          | 0                 | 0                 | 0                 | 0                 | 0             | 0             | 0             | 0             | 0          | 0          | 0           | 0          | 0        | 0      | 0           | 0          |
| T. Reus         | 10         | 0          | 0           | 0          | 1                 | 0                 | 0                 | 0                 | 0             | 0             | 0             | 0             | 0          | 0          | 0           | 0          | 11       | 0      | 0           | 0          |
| M. Schoppel     | 1          | 0          | 0           | 0          | 0                 | 0                 | 0                 | 0                 | 0             | 0             | 0             | 0             | 0          | 0          | 0           | 0          | 1        | 0      | 0           | 0          |
| D. Schumann     | 1          | 0          | 0           | 0          | 1                 | 0                 | 0                 | 0                 | 0             | 0             | 0             | 0             | 0          | 0          | 0           | 0          | 2        | 0      | 0           | 0          |
| B. Schwehr      | 0          | 0          | 0           | 0          | 0                 | 0                 | 0                 | 0                 | 0             | 0             | 0             | 0             | 0          | 0          | 0           | 0          | 0        | 0      | 0           | 0          |
| A. Sellimi      | 25         | 5          | 3           | 0          | 0                 | 0                 | 0                 | 0                 | 1             | 0             | 0             | 0             | 5          | 1          | 1           | 0          | 31       | 6      | 4           | 0          |
| M. Slimane      | 0          | 0          | 0           | 0          | 0                 | 0                 | 0                 | 0                 | 0             | 0             | 0             | 0             | 0          | 0          | 0           | 0          | 0        | 0      | 0           | 0          |
| I. Tanko        | 16         | 2          | 0           | 0          | 1                 | 1                 | 0                 | 0                 | 1             | 0             | 0             | 0             | 6          | 1          | 0           | 0          | 24       | 4      | 0           | 0          |
| L. Tskitishvili | 26         | 1          | 3           | 0          | 2                 | 0                 | 0                 | 0                 | 1             | 0             | 0             | 0             | 5          | 1          | 1           | 0          | 34       | 2      | 4           | 0          |
| T. Willi        | 28         | 0          | 4           | 0          | 1                 | 0                 | 0                 | 0                 | 1             | 0             | 0             | 0             | 5          | 0          | 0           | 0          | 35       | 0      | 4           | 0          |
| Z. Zamtaradze   | 0          | 0          | 0           | 0          | 0                 | 0                 | 0                 | 0                 | 0             | 0             | 0             | 0             | 0          | 0          | 0           | 0          | 0        | 0      | 0           | 0          |
| F. Zandi        | 3          | 0          | 0           | 0          | 1                 | 0                 | 0                 | 0                 | 0             | 0             | 0             | 0             | 0          | 0          | 0           | 0          | 4        | 0      | 0           | 0          |
| A. Zeyer        | 31         | 2          | 4           | 0          | 2                 | 0                 | 0                 | 0                 | 1             | 0             | 0             | 0             | 6          | 0          | 1           | 0          | 40       | 2      | 5           | 0          |